# Adentro
Adentro è il decimo album in studio del cantautore guatemalteco Ricardo Arjona, pubblicato nel 2005.

## Tracce
1. Para bien o para mal – 5:20
2. De vez en mes – 4:22
3. Para que me quieras como quiero – 4:37
4. Pingüinos en la cama – 3:48
5. Iluso – 6:47
6. Adiós melancolía – 4:55
7. Mojado (featuring Intocable) – 4:43
8. Acompañame a estar solo – 4:32
9. No me importa nada – 4:29
10. Laura – 4:26
11. No te cambio por nada – 3:51
12. Pa' que – 4:01
13. Ya no me acuerdo de mi – 4:43
14. A ti – 4:50
15. Bar – 5:00
16. Pingüinos en la cama (Piano & Strings Version) – 3:58